# Évêché orthodoxe roumain de Scandinavie
L'Évêché orthodoxe roumain de Scandinavie est une juridiction de l'Église orthodoxe en Scandinavie. Son siège est à Stockholm en Suède. Il est rattaché canoniquement au Patriarcat de Roumanie (Métropole d'Allemagne et d'Europe centrale et du Nord). L'évêque porte le titre d'Évêque de Scandinavie.

## Histoire
- 22 octobre 2007 Décision de création de l'évêché par le Saint Synode de l'Église de Roumanie.
- 6 juillet 2008 Intronisation à Stockholm de Mgr Macarie, premier évêque de Scandinavie pour le patriarcat de Roumanie.